# Lucas de Heere
Lucas de Heere (Gand, 1534 – Gand, 29 agosto 1584) è stato un pittore, storico dell'arte e poeta fiammingo.

## Biografia

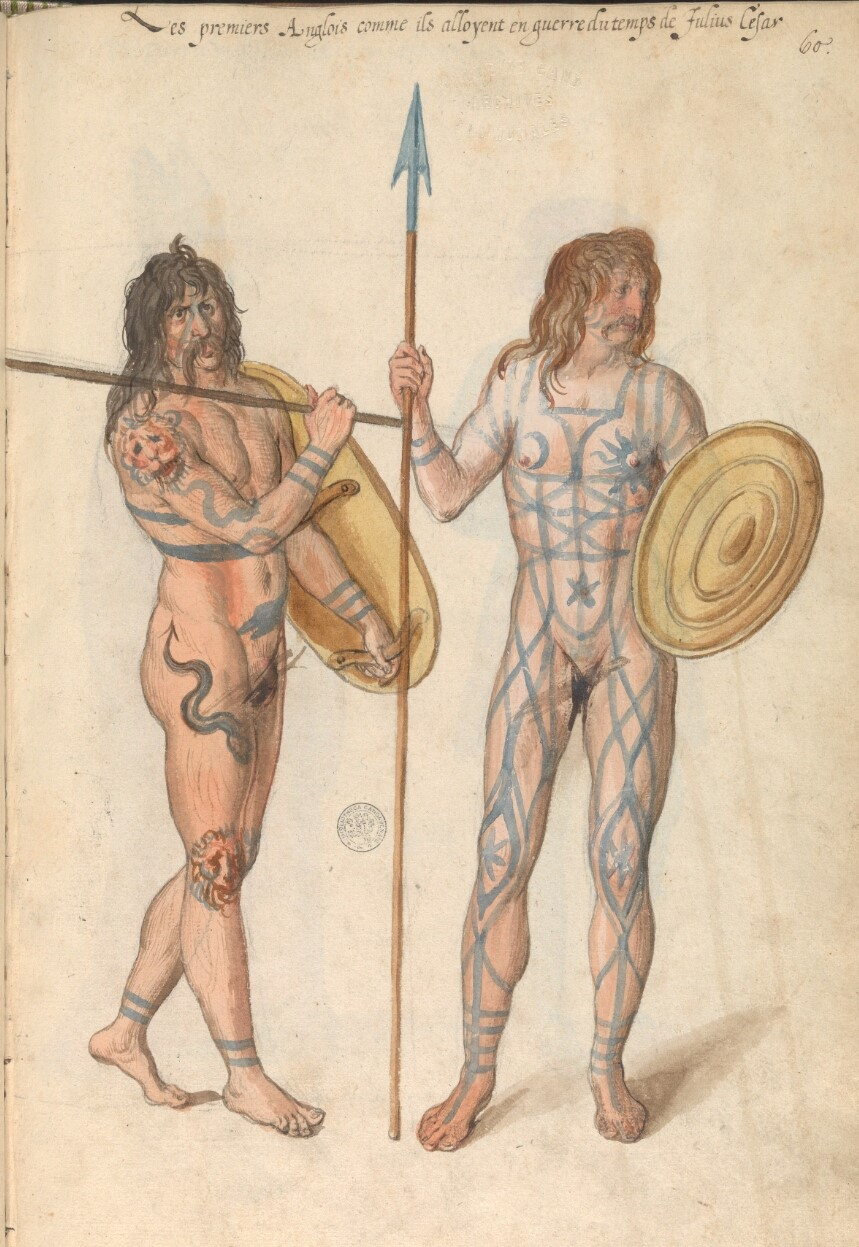
Estratto dal manoscritto Théâtre de tous les peuples et nation de la terre avec leurs habits..., Biblioteca Universitaria, Gand.

Lucas de Heere venne molto lodato dall'allievo Karel van Mander e confuso, sempre con grande apprezzamento, con Hans Ewoutsz o Hans Eworth, attivo come lui in Inghilterra. Fu molto colto e come scrittore lasciò anche una raccolta di poesie, inoltre fu anche uno storico dell'arte piuttosto autorevole.
Studiò l'arte sotto la guida di Frans Floris, dopo di che si trasferì in Francia, dove ricevette influenze dal manierismo di Fontainebleau e realizzò cartoni per arazzi per la regina madre. Nel 1555 rientrò in patria, ma poiché venne condannato per motivi politici, nel 1568 andò in Inghilterra, dove restò almeno fino al 1576. Tornò successivamente a Gand, che dovette abbandonare nuovamente intorno al 1580.
Tra le sue opere si possono menzionare: La regina di Saba visita il re Salomone, firmato e datato 1559, nella chiesa di San Bavone di Gand, caratterizzato da un buon impianto e un buon modellato; la lucida ma solo documentata Veduta dell'Abbazia di San Bavone, nella stessa chiesa; due manoscritti includenti disegni, e cioè una Descrizione delle isole britanniche e un Théâtre de tous les peuples et nation de la terre avec leurs habits... (Gand, Biblioteca Universitaria) di valore per lo più informativo.
Tra le attribuzioni vi è il dipinto con l'Allegoria del sonno delle arti liberali, conservato alla Galleria Sabauda di Torino, caratterizzato da acerbe estrosità manieristiche, per snervamenti formali e calcolati stridori cromatici.

## Opere
- La regina di Saba visita il re Salomone, chiesa di San Bavone, Gand (1559);
- Veduta dell'Abbazia di San Bavone, chiesa di San Bavone, Gand;
- Descrizione delle isole britanniche, Biblioteca Universitaria, Gand;
- Théâtre de tous les peuples et nation de la terre avec leurs habits..., Biblioteca Universitaria, Gand;
- Allegoria del sonno delle arti liberali, Galleria Sabauda, Torino.